# Ming Shilu
Il Ming Shilu (zh. 明實錄T, 明实录S, lett. "Veritieri Registri dei Ming") è un'opera storica cinese che contiene gli annali imperiali della dinastia Ming (1368–1644). È la più grande fonte storica per lo studio di questa dinastia e «svolge un ruolo estremamente importante nella ricostruzione storica della società e della politica Ming.»
Dopo la caduta della dinastia Ming, il Ming Shilu fu usato come fonte primaria per la compilazione della Storia dei Ming da parte della dinastia Qing che aveva scalzato i Ming dal potere.

## Fonti storiche
I "Veritieri Registri" (shilu) di ogni imperatore erano composti dopo la sua morte da un Ufficio di Storia nominato dal Gran Segretariato, utilizzando diverse fonti:
1. Qiju zhu (zh. , lett. "Diari di attività e riposo") - registrazioni quotidiane delle azioni e delle parole dell'imperatore in tribunale.
2. Rili (zh. , lett. "Diari quotidiani") - registri appuntati per fungere da fonte primaria dello shilu, sono stati compilati da un comitato sulla base dei diari e di altre fonti scritte.
3. Altre fonti come materiali raccolti dai centri provinciali e raccolti da altre fonti ufficiali come memoriali, documenti ministeriali e la Gazzetta metropolitana.

## Elenco di libri
| Veritieri Registri                                                 | Imperatore                                                                               |
| ------------------------------------------------------------------ | ---------------------------------------------------------------------------------------- |
| 太祖實錄S, Taizu ShiluP, lett. "Veritieri registri di Taizu"       | Hongwu di Ming                                                                           |
| 太宗實錄S, Taizong ShiluP, lett. "Veritieri registri di Taizong"   | Yongle di Ming (incluso il precedente regno di Jianwen cui Yongle usurpò il trono)       |
| 仁宗實錄S, Renzong ShiluP, lett. "Veritieri registri di Renzong"   | Hongxi di Ming                                                                           |
| 宣宗實錄S, Xuanzong ShiluP, lett. "Veritieri registri di Xuanzong" | Xuande di Ming                                                                           |
| Yingzong Shilu (英宗實錄)                                          | Zhengtong di Ming (compresi i regni Zhengtong e Tianshun, separati dal regno di Jingtai) |
| Xianzong Shilu (憲宗實錄)                                          | Chenghua di Ming                                                                         |
| Xiaozong Shilu (孝宗實錄)                                          | Hongzhi di Ming                                                                          |
| Wuzong Shilu (武宗實錄)                                            | Zhengde di Ming                                                                          |
| Shizong Shilu (世宗實錄)                                           | Jiajing di Ming                                                                          |
| Muzong Shilu (穆宗實錄)                                            | Longqing di Ming                                                                         |
| Shenzong Shilu (神宗實錄)                                          | Wanli di Ming                                                                            |
| Guangzong Shilu (光宗實錄)                                         | Taichang di Ming                                                                         |
| Xizong Shilu (熹宗實錄)                                            | Tianqi di Ming                                                                           |